# 短叶省藤
短叶省藤（学名：Calamus egregius）为棕榈科省藤属下的一个种。

## 扩展阅读
- 維基物種上的相關：短叶省藤